# Річард (граф Корнуолла)
Річард (I) (англ. Richard, Earl of Cornwall; 5 січня 1209 — 2 квітня 1272) — король Німеччини (1257—1272). Граф Корнуольський (1225—1272).

## Біографія

### Граф
Походив з династії Плантагенетів. Молодший син Іоанна Безземельного, короля Англії, та Ізабели Ангулемської. Народився 1209 року. Дитинство провів у замку Мальборо. 1213 році був у почті батька при подорожі на північ Англії. У 1214 році брав участь у французькій військовій кампанії. 
У 1217 році призначається вищим шерифом Беркширу. 1220 році був присутній на коронації свого брата Генріха III. 1221 році отримав у володіння місто Ай в графстві Суффолк. У 1225 році йому було надано графство Корнуолл як володіння та номінальний титул графа Пуатьє. Завдяки свинцевим і олов'яним копальням в Корнуоллі, Річард став одним з найбагатшим з феодалів не лише Англії, а й Європи. У 1225—1227 роках був формальним очільником англійських військ в Гієні під час війни з Францією.
Після цього стосунки зі старшим братом Генріхом III не склалися. 1227 році разом з Вільгельмом Маршалом повстав проти короля та верховного юстиціарія Х'юга де Бурга, але незабаром замирився з Генріхом III. Щоб це попередити король надав йому значні фінансові подарунки. У 1231 році породичався з впливовою родиною Маршал. У 1233 році підтримав родину Маршал у повстанні проти короля, в результаті чого зумів значно розширити власні володіння.
1238 році виступив проти шлюбу своєї сестри Елеонори з Симоном де Монфором, графом Лестера. Повстання Річарда було припинено після сплати 6 тис. марок королем Генріхом III.
У 1240 році померла його дружина. Того ж року Річард як хрестоносець відплив до Акри. В Палестині за власний кошт відновив місто Аскалон. У 1242 році повернувся до Англії. У 1243 році пошлюбив доньку графа Провансу.
У 1250 році він вступив в союз з папою римським Іннокентієм IV, але в 1252 році відмовився від запропонованої йому корони Сицилії.

### Король
Після смерті короля Вільгельма Голландського в 1257 році Річард прийняв запропоновану йому Кельнським архієпископом німецьку корону. Обрання підтримали архієпископ Майнца, курфюрсти Пфальца і Богемії. Інші курфюрсти обрали королем Альфонсо Кастильського. Завдяки грошам Річард схилив на свій бік папський престол. Загалом Річард витратив 28 тисяч марок. 27 травня відбулася коронація в Аахені.
Річард 4 рази між 1257 та 1269 роками з'являвся в Німеччині, скликав з'їзд князів, видавав закони проти розбійників, затвердив привілеї Страсбурга, Гагенау та інших імперських міст. 1261 року померла дружина Санча. 1266 році Річард заснував монастир Грасхауз біля Аахена. В останній раз Річард побував в Німеччині в 1268 році.
Проблеми Англії займали Річарда набагато більше німецьких. Коли в Англії у 1264 році почалася Друга війна баронів, Річард став на бік короля і в битві при Льюїсі 1264  потрапив у полон до Симона де Монфор. Річард перебував в ув'язненні 16 місяців. У 1269 році оженився на доньці німецького графа Фалькенбурга.
У грудні 1271 року з Річардом стався удар після загибелі сина Генріха. Його права половина тіла була паралізована, він втратив здатність говорити. 2 квітня 1272 року він помер. Після його смерті світські та духовні князі Німеччини обрали новим королем графа Рудольфа Габсбурга.

## Родина
1. Дружина — Ізабела, донька Вільяма Маршала, графа Пемброка
Діти:
- Джон (1232)
- Генріх (1235—1271)
- Ніколас (1240)
- Ізабела (1233—1234)

2. Дружина — Санча, донька Раймунда Беренгара IV, графа Провансу
Діти:
- Річард (1246)
- Едмунд (1250—1300), 2-й граф Корнуолл

3. Дружина — Беатриса, донька графа Дітриха II фон Фалькенбург
дітей не було
5 бастардів